# Тарпищев, Шамиль Анвярович
Шами́ль Анвярович Тарпи́щев (тат. Шамил Әнвәр улы Тарпищев; род. 7 марта 1948, Москва) — российский теннисист, тренер, политический деятель.
С начала 1990-х годов был одним из самых приближенных людей к президенту России Борису Ельцину. С 1992 года — руководитель Национального фонда спорта (НФС). В 1994—1996 годах — председатель Госкомспорта России.
Президент Федерации тенниса России с 1999 года, член Международного олимпийского комитета с 1994 года.

## Биография
Родился 7 марта 1948 года в Москве. Отец — Анвяр Белялович Тарпищев (1913—1995). Мать — Марьям Алиевна Тарпищева (1922—2003). Родители Шамиля Тарпищева родились и выросли в Мордовии, в татарской деревне Татарские Юнки. Сыновья — Амир (1987 г. р.) и Филипп (1994 г. р.), и дочь Алина (2008 г. р.).

Окончил Государственный центральный институт физической культуры. Успешно участвовал в российских и международных соревнованиях по теннису. Мастер спорта СССР (1966). В 1970-е годы с Тарпищевым играл Владимир Набоков. Перед прохождением срочной службы в Вооружённых Силах выиграл престижный турнир по теннису и отправился в Тамбовскую область, в команду ЦСКА. Тренировался у В. А. Клеймёнова.

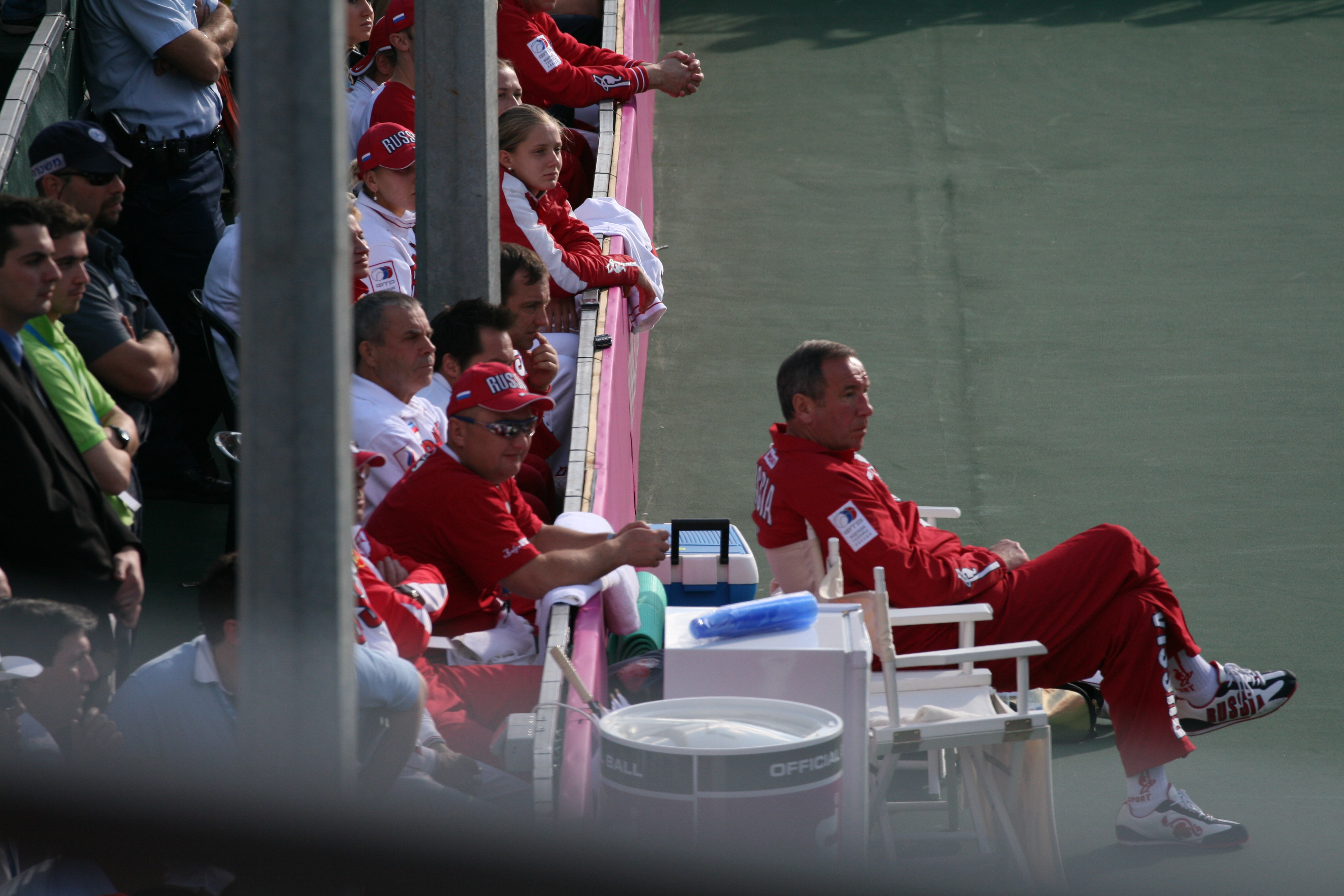
Шамиль Тарпищев — капитан женской сборной России по теннису. Матч Кубка Федерации против команды Израиля, 2008 год.

С 1974 года на тренерской работе — старший тренер МГС ДСО «Динамо», главный тренер сборной команды СССР (1974—1991); капитан сборных команд СССР (1974—1991), СНГ (1992) и России (1997—2014) в розыгрыше Кубка Дэвиса (41 матч) и команды СССР в Кубке Федерации (1978—1980; 11 матчей). Под руководством Тарпищева советские теннисисты завоевали 26 золотых медалей на чемпионатах Европы (1974—1983), становились полуфиналистами Кубка Дэвиса (1974, 1976) и Кубка Федерации (1978—1979), финалистами Королевского Кубка (1981). Капитан сборной команды Европы в матче Азия — Европа (1983).
Член Исполнительного комитета Олимпийского комитета России (с 1994) и Международного Олимпийского комитета (с 1996). В Казани именем Шамиля Тарпищева названа академия тенниса.
Член редакционной коллегии журнала «Теннис» (c 1994). Автор книгː «Корт зовёт» (1988), «Теннис. Первые шаги» (1990), «Азбука Тенниса» (1999), «Самый длинный матч» (1999), «Великолепная семёрка, или российские звёзды мирового тенниса» (2006), «Первый сет» (2008).
В эфире телепрограммы «Вечерний Ургант» 7 октября 2014 года Тарпищев некорректно пошутил, назвав известных теннисисток сестёр Уильямс «братьями», за что был дисквалифицирован Женской теннисной ассоциацией (WTA) на один год и оштрафован на 25 тысяч долларов.
20 марта 2025 года переизбран членом Международного олимпийского комитета до 31 декабря 2028 года.
Болеет за московский футбольный клуб «Спартак».

## Политическая деятельность
В 26 лет вступил в КПСС.
В 1991 году стал личным тренером по теннису президента России Бориса Ельцина, с которым познакомился в конце 1980-х годов. Советник президента Российской Федерации по физической культуре и спорту (1992—1994). Считался одним из самых приближенных к Ельцину людей, с 1992 года жил с ним в одном доме на Осенней улице.
В июне 1992 года по совету Тарпищева Ельцин учреждает Национальный фонд спорта (НФС), который должен был привлекать коммерческие структуры к развитию массового спорта и спортивной индустрии. 22 ноября 1993 года наделил НФС правом беспошлинного ввоза подакцизных товаров — алкоголя и табака.
Председатель Государственного комитета Российской Федерации по физкультуре и туризму (1994—1996). В результате дела о «коробке из-под ксерокса» отправлен в отставку.
Председатель Координационного комитета по физической культуре и спорту при Президенте России (1993—1997). Советник мэра Москвы по спорту и председатель Совета директоров «Кубка Кремля» (с 1996). В 2002 году стал членом президиума Совета при Президенте России по физической культуре и спорту, председателем комиссии по выработке приоритетных направлений государственной политики в области физкультуры и спорта, а также стратегии развития спорта в России.

## Награды и звания

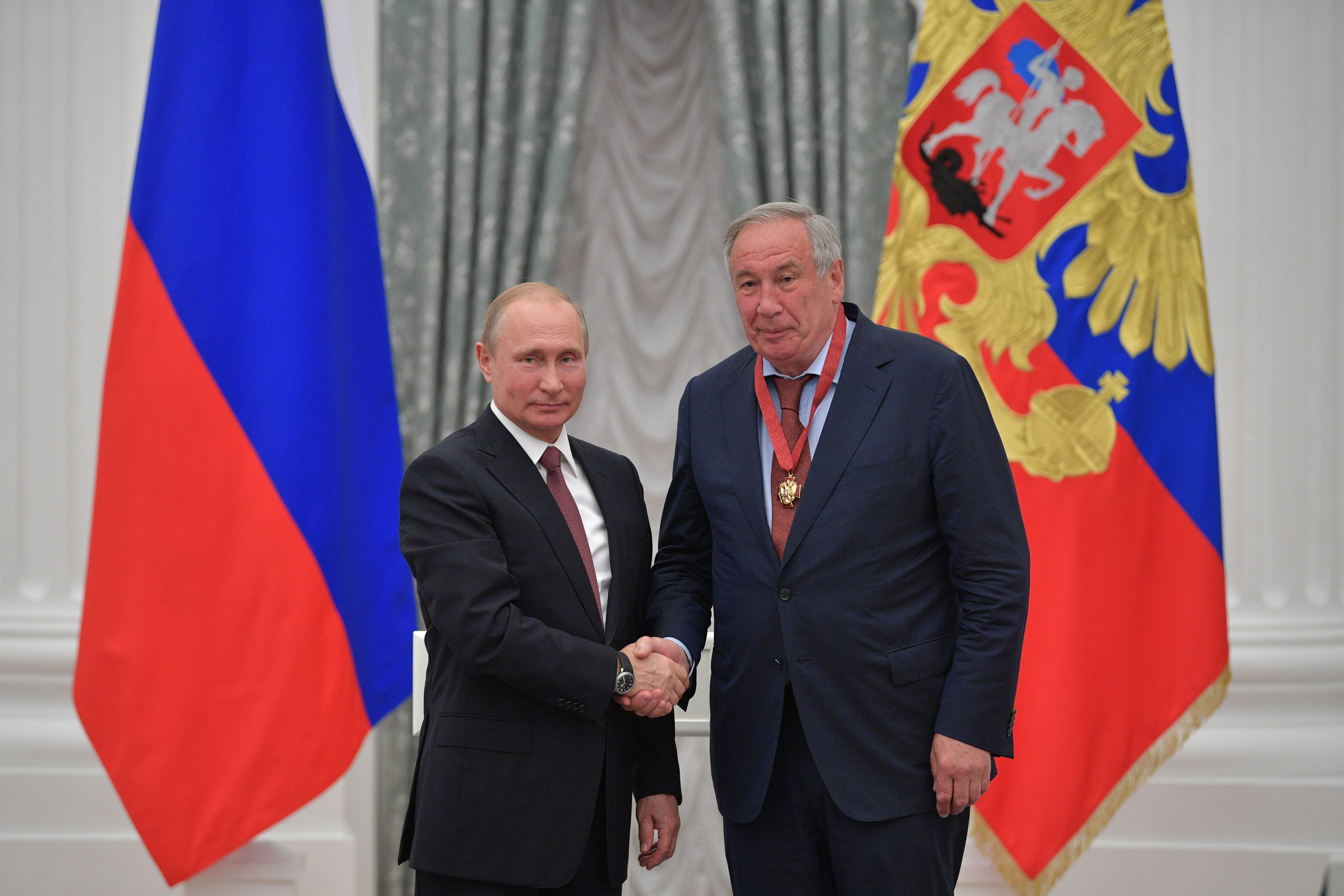
На церемонии вручения государственных наград в Кремле. Москва. 27 июня 2018 год

- Орден «За заслуги перед Отечеством» II степени (1 июля 2022 года) — за обеспечение успешной подготовки спортсменов, добившихся высоких спортивных достижений на Играх XXXII Олимпиады и XVI Паралимпийских летних играх 2020 года в городе Токио (Япония)[13]
- Орден «За заслуги перед Отечеством» III степени (2 марта 2018 года) — за большой вклад в развитие физической культуры и спорта, многолетнюю добросовестную работу[14]
- Орден «За заслуги перед Отечеством» IV степени (4 марта 2008) — за заслуги в развитии физической культуры и спорта и многолетнюю добросовестную работу[15]
- Орден Почёта (22 апреля 1994) — за высокие спортивные достижения на XVII зимних Олимпийских играх 1994 года[16]
- Орден Дружбы (2017)[17]
- Медаль ордена «За заслуги перед Отечеством» II степени
- Медаль «В память 1000-летия Казани»
- Заслуженный тренер СССР (1985)
- Заслуженный тренер РСФСР (1981)
- Заслуженный работник физической культуры Мордовии
- Лауреат Государственной премии Мордовии (2003)
- Орден Достык 2 степени (Казахстан, 2008)[18]
- Юбилейная медаль «10 лет Астане» (Казахстан, 2008)[19]
- Звание «Почётный гражданин Казани» (2018)[20]

Почётные знаки
- - «За заслуги в развитии физической культуры и спорта»
  - «За заслуги в развитии Олимпийского движения»
  - «Отличник физической культуры и спорта»
- Медаль «За заслуги в теннисе» (Международная федерация тенниса, 1988)

Поощрения
- Благодарность Президента Российской Федерации (9 июля 1996 года) — за активное участие в организации и проведении выборной кампании Президента Российской Федерации в 1996 году[21]